# Landaben

Ubicació de Landaben

Landaben és un barri de la ciutat de Pamplona, capital de la Comunitat Foral de Navarra. Es tracta d'un polígon industrial situat a la part més occidental de la ciutat. Limita a l'est amb San Jorge / Sanduzelai i a l'oest amb Arazuri (Oltza Zendea), Orkoien i Gatzolatz (Zizur Zendea). S'hi situa entre altres grans empreses Volkswagen, que és la indústria que més llocs de treball genera a la conca de Pamplona; en 2009 té una plantilla de 5.000 treballadors aproximadament.

## Història
Fou construït dins del Pla de Promoció Industrial de Navarra (PPI) de 1964, promogut per la Diputació Foral de Navarra, juntament amb uns altres 14 polígons industrials repartits arreu de Navarra.
El fet més significatiu fou la implantació d'AUTHI (Automóviles de Turismo Hispano Ingleses) el 1966, instal·lacions que des de 1975 passaren a ser de SEAT i des de 1994 de Volkswagen.

## Empreses
| Sector industrial | Empreses              | Treballadors |
| ----------------- | --------------------- | ------------ |
| Automoció         | Volkswagen Navarra    |              |
| Automoció         | Dana equipamientos    |              |
| Automoció         | Asientos Esteban      |              |
| Automoció         | TRW Automotive España |              |
| Automoció         | Delphi-Packard España |              |
| Automoció         | Icer Brakes           |              |
| Altres            | Koxka                 |              |